# Indywidualne Mistrzostwa Świata Juniorów na Żużlu 2001
Indywidualne Mistrzostwa Świata Juniorów na Żużlu 2001 – cykl turniejów żużlowych mających wyłonić najlepszych żużlowców do lat 21 na świecie. Tytuł wywalczył Polak Dawid Kujawa. 

## Finał
- 26 sierpnia 2001 r. (niedziela),  Peterborough

| Msc. | Zawodnik           | Kraj            | Pkt   |             |  |
| ---- | ------------------ | --------------- | ----- | ----------- |  |
| 1    | Dawid Kujawa       | Polska          | 12    | (2,3,2,3,2) |  |
| 2    | Lukáš Dryml        | Czechy          | 11    | (0,2,3,3,3) |  |
| 3    | Rafał Okoniewski   | Polska          | 10 +3 | (3,1,0,3,3) |  |
| 4    | Krzysztof Słaboń   | Kanada          | 10 +2 | (3,2,3,2,d) |  |
| 5    | Simon Stead        | Wielka Brytania | 10 +1 | (2,2,2,2,2) |  |
| 6    | Matej Žagar        | Słowenia        | 8     | (2,0,1,3,2) |  |
| 7    | David Ruud         | Szwecja         | 8     | (1,1,3,2,1) |  |
| 8    | David Howe         | Wielka Brytania | 8     | (1,3,2,1,1) |  |
| 9    | Łukasz Romanek     | Polska          | 7     | (0,3,d,1,3) |  |
| 10   | Freddie Eriksson   | Szwecja         | 7     | (2,3,0,1,1) |  |
| 11   | Jarosław Hampel    | Polska          | 7     | (1,2,3,0,1) |  |
| 12   | Roman Chromik      | Polska          | 6     | (3,1,2,0,0) |  |
| 13   | Björn Hansen       | Norwegia        | 6     | (0,1,1,2,2) |  |
| 14   | Krzysztof Kasprzak | Polska          | 4     | (3,d,1,0,d) |  |
| 15   | Tomasz Chrzanowski | Polska          | 4     | (1,u,0,0,3) |  |
| 16   | Miroslav Fencl     | Czechy          | 2     | (0,0,1,1,0) |  |
|      | rez. Hans Andersen | Dania           | ns    |             |  |
|      | rez. Chris Harris  | Wielka Brytania | ns    |             |  |

Uwaga: Polak Krzysztof Słaboń z licencją kanadyjską